# Theodoros von Soloi
Theodoros von Soloi war ein griechischer Mathematiker und Platoniker des 4. Jahrhunderts v. Chr. Dem Namen nach kam er aus Soloi (Kilikien). Er gehörte auch zur Schule des Aristoteles.
Was über ihn bekannt ist, stammt aus dem Dialog von Plutarch De defectu oraculorum. Dort wird auf einen Kommentar von Theodoros auf eine Stelle des Timaios von Platon eingegangen. Es geht dabei um den Aufbau der Elemente aus dem Analogon zu den platonischen Körpern. Möglicherweise kannte Plutarch Theodoros nicht im Original, sondern über den Kommentar des Timaios von Krantor von Soloi. Theodoros von Soloi geht der Vermutung von Platon nach, es könnte fünf Universen geben, die jeweils einem der platonischen Körper entsprechen, und hielt ein Universum aufgebaut auf dem einfachsten aus Dreiecken aufgebauten regelmäßigen Polyeder, dem Tetraeder, für das Einfachste (die anderen sind  das Oktaeder und Ikosaeder, den Würfel lässt er aus, ebenso den Dodekaeder). Mit der Zusammensetzung dieser drei platonischen Körper aus Dreiecken wollte er auch die Umwandlung der Elemente (die nach platonischer Lehre jeweils einem der vier Elemente zugeordnet sind und eines – das Dodekaeder – dem Gesamtuniversum) erklären.